# Panamomops latifrons
Panamomops latifrons är en spindelart som beskrevs av Miller 1959. Panamomops latifrons ingår i släktet Panamomops och familjen täckvävarspindlar. Inga underarter finns listade i Catalogue of Life.